# Eldklätt
Eldklätt (Lychnis × haageana) är en nejlikväxtart som beskrevs av Pierre Louis Victor Lemoine. Eldklätt ingår i släktet gökblomstersläktet, och familjen nejlikväxter. Arten förekommer tillfälligt i Sverige, men reproducerar sig inte.